# Kudat Division
Kudat Division (Bahagian Kudat) is een deelgebied van de deelstaat Sabah op Borneo in Maleisië.
Het is 4623 km² groot.

## Bestuurlijke indeling
De Kudat Division is onderverdeeld in drie districten:
- Kota Marudu
- Kudat
- Pitas

## Geografie

### Steden
Grote steden zijn: Kudat, Kota Marudu en Pitas.